# Tékes
Tékes è un comune dell'Ungheria di 269 abitanti (dati 2008) situato nella contea di Baranya, regione Transdanubio Meridionale